# Hiroyuki Tanaka

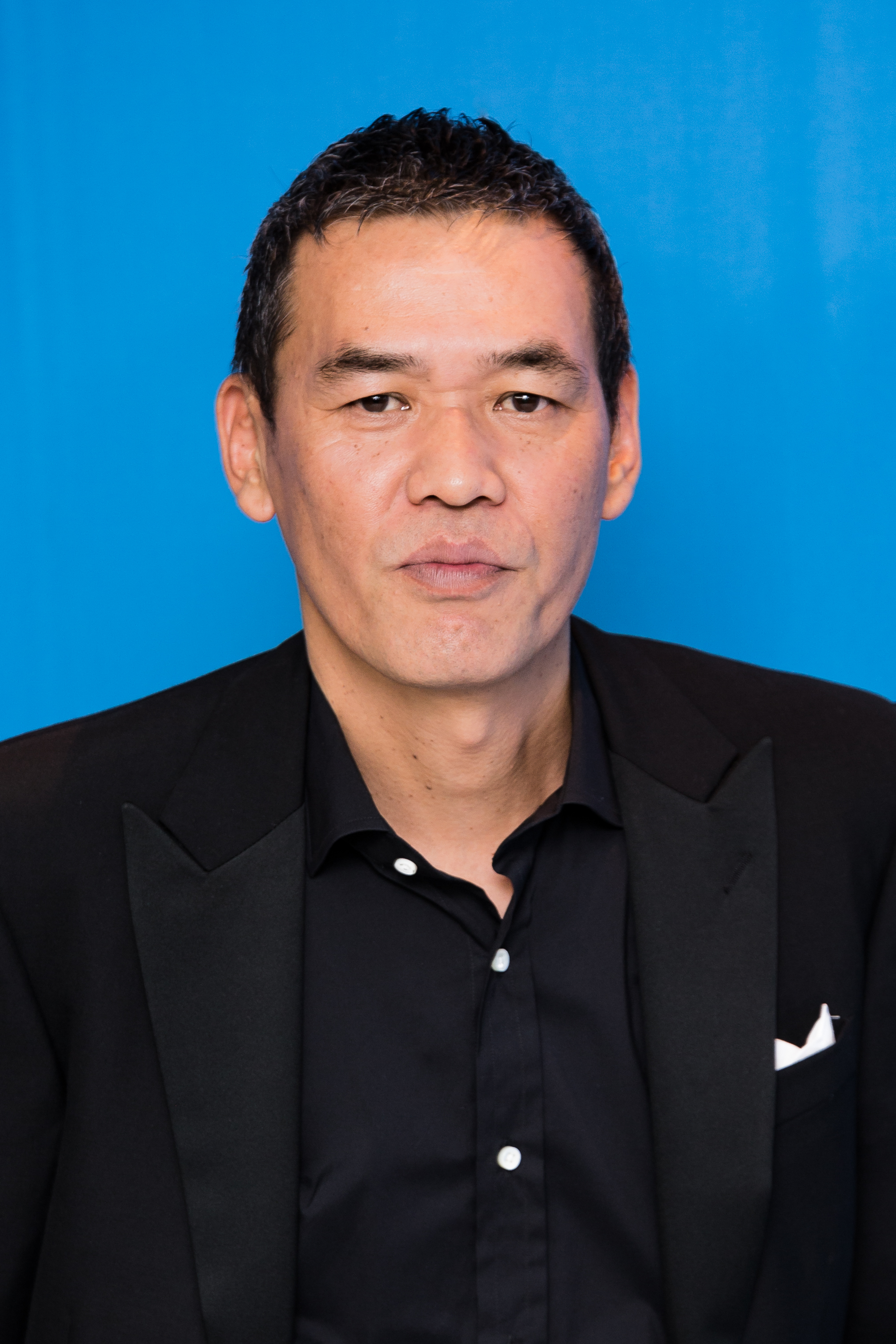
Hiroyuki Tanaka auf der Berlinale 2017

Hiroyuki Tanaka (jap. 田中 博樹, Tanaka Hiroyuki; * 18. November 1964 in der Präfektur Wakayama, Japan) ist ein vor allem im Ausland populärer Regisseur und Schauspieler, der besser unter seinem Künstlernamen Sabu bekannt ist. Diesen benutzt er, seit er einen bekannten Yakuza mit selbigem Namen spielte.

## Leistungen
Sein erster Auftritt als Schauspieler war im Jahr 1986 in der Komödie Sorobanzuku, die bei den japanischen Film Awards unter anderem für das Drehbuch nominiert wurde. In diesem Film übernahm er eine kleine Nebenrolle.
1991 wurde ihm in seinem zweiten Film als Schauspieler die Hauptrolle zugewiesen. Der englische Titel des Films lautet „World Apartment Horror“ und brachte Sabu einen Preis als Bester Newcomer ein.
Seinen ersten großen Erfolg erzielte Sabu mit seinem Film Dangan Runner, bei dem er selbst Regie führte, das Drehbuch geschrieben hat und eine Nebenrolle übernahm. Dieser Film zeigte, in welche Richtung Sabus Filme zielten: „Kleine“ Leute sind in seinen Filmen oftmals die Helden, welche sich in die unwahrscheinlichsten Situationen verstricken. Dabei setzte Sabu auf eine Mischung aus Komik und Tragik. Außerdem wurde Sabu seit diesem Film des Öfteren zu Filmfestivals außerhalb Japans eingeladen.
Er wurde mit seinem Erstlingswerk Dangan Runner unter anderem 1997 zu den Berliner Filmfestspielen (Bereich „Panorama“) und 1999 zu den Fantasy Filmfestspielen „Fantasporto“ in Portugal eingeladen. Weil er mit seinem Film in Berlin Erfolg hatte, wurde er auch in den Folgejahren mehrfach zu den Berliner Filmfestspielen eingeladen.
Im Jahr 1997 erschien der zweite Film unter seiner Regie mit dem Titel Postman Blues. Dieser Film handelt von einem Postboten, der durch unglückliche Zufälle von der Polizei als Terrorist verdächtigt wird und ohne sein Wissen von dieser verfolgt wird.
1998 folgte sein dritter Film Unlucky Monkey, der jedoch weniger Erfolg als seine vorherigen Werke erbrachte.
Im Jahr 2000 war Sabu zum dritten Mal auf der Berlinale. Dort wurde im Bereich „Forum“ sein neuester Film Monday vorgestellt, der zwei Preise gewann.
2002 präsentierte Sabu den Film Drive auf der Berlinale, der mit einigen – vor allem in Japan – bekannten Schauspielern besetzt war. In diesem Jahr kam auch Blessing Bell heraus, der seinerseits 2003 in Berlin gezeigt wurde. 2004 folgte Hard Luck Hero, ein Promotionsfilm für eine japanische Jungen-Popband namens „V6“.
Shisso lief 2006 auf der Berlinale im Bereich „Panorama“. Sabu adaptierte hierfür einen Roman von dem Autor Kiyoshi Shigematsu. Der Film ist für einen Sabu-Film überraschend ernst und traurig. Von Humor geprägte Stellen, die in seinen früheren Werken häufig vorkamen, sind so gut wie gar nicht enthalten. Außerdem wurde kritisiert, dass gegen Ende zu viele Dinge noch eingeschoben wurden, wodurch Shisso viel von seiner „Magie“ verliere.
Sabus Kanikōsen war 2010 auf der Berlinale zu sehen und ist die Verfilmung des gleichnamigen Arbeiterliteratur-Klassikers von Takiji Kobayashi (1929), der 80 Jahre nach Erscheinen, im wirtschaftskrisen-geschüttelten Japan des Jahres 2008, unvermittelt zum Bestseller wurde.
Neben der Realisierung seiner eigenen Ideen spielte Sabu auch gelegentlich wieder in Filmen eine Rolle, so beispielsweise in Ichi the Killer von dem Regisseur Takashi Miike.
Sabu greift für seine Filme oft auf die gleichen Schauspieler zurück, so spielte Shin’ichi Tsutsumi in den ersten fünf der bisher neun erschienenen Filme Sabus die Hauptrolle. Ren Osugi, welcher besser bekannt ist als der im Rollstuhl sitzende Polizist in Hana-Bi, spielte ebenfalls in fünf Filmen mit. Susumu Terajima wirkte sogar in sieben Filmen mit. Vor allem Ren Osugi und Susumu Terajima sind in Japan sehr bekannte Schauspieler.

## Werke

### Regisseur
- Dangan Runner (1996)
- Postman Blues (1997)
- Unlucky Monkey (1998)
- Monday (1999)
- Drive (2002)
- Blessing Bell (2002)
- Hard Luck Hero (2003)
- Hôrudo appu daun (2005)
- Shisso (2005)
- Kanikôsen (2009)
- Usagi Drop (2011)
- Miss ZOMBIE (2013)
- Chasuke's Journey (2015)
- Happiness (2016)
- Mr. Long (2017)
- Jam (2019)

### Darsteller
- Sorobanzuku (1986)
- World Apartment Horror (1991)
- Zeiramu 2 (1994)
- 800 Two Lap Runners (1994)
- Dangan Runner (1996)
- Katte ni shiyagare!! Gyakuten keikaku (1996)
- Don’t Look Up (1996)
- Postman Blues (1997)
- Ichi the Killer (2001)
- Josee, the Tiger and the Fish (2003)